# Somran
Somran är en sjö i Botkyrka kommun i Södermanland som ingår i Tyresån-Trosaåns kustområde. Sjön har en area på 0,0755 kvadratkilometer och ligger 13,1 meter över havet. Sjön avvattnas av vattendraget Axån.
Somran ligger söder om Länsväg 225 strax väster om avfarten till tätorten Vårsta. Somran är en grund och, på grund av övergödning, kraftigt igenväxt slättsjö. Tillrinning sker från Skälbyån som fram till 1975 förde med sig lakvatten från soptippen i Hall. Två diken förbinder Somran med Malmsjön, men det norra diket är ofta torrlagt.

## Bilder

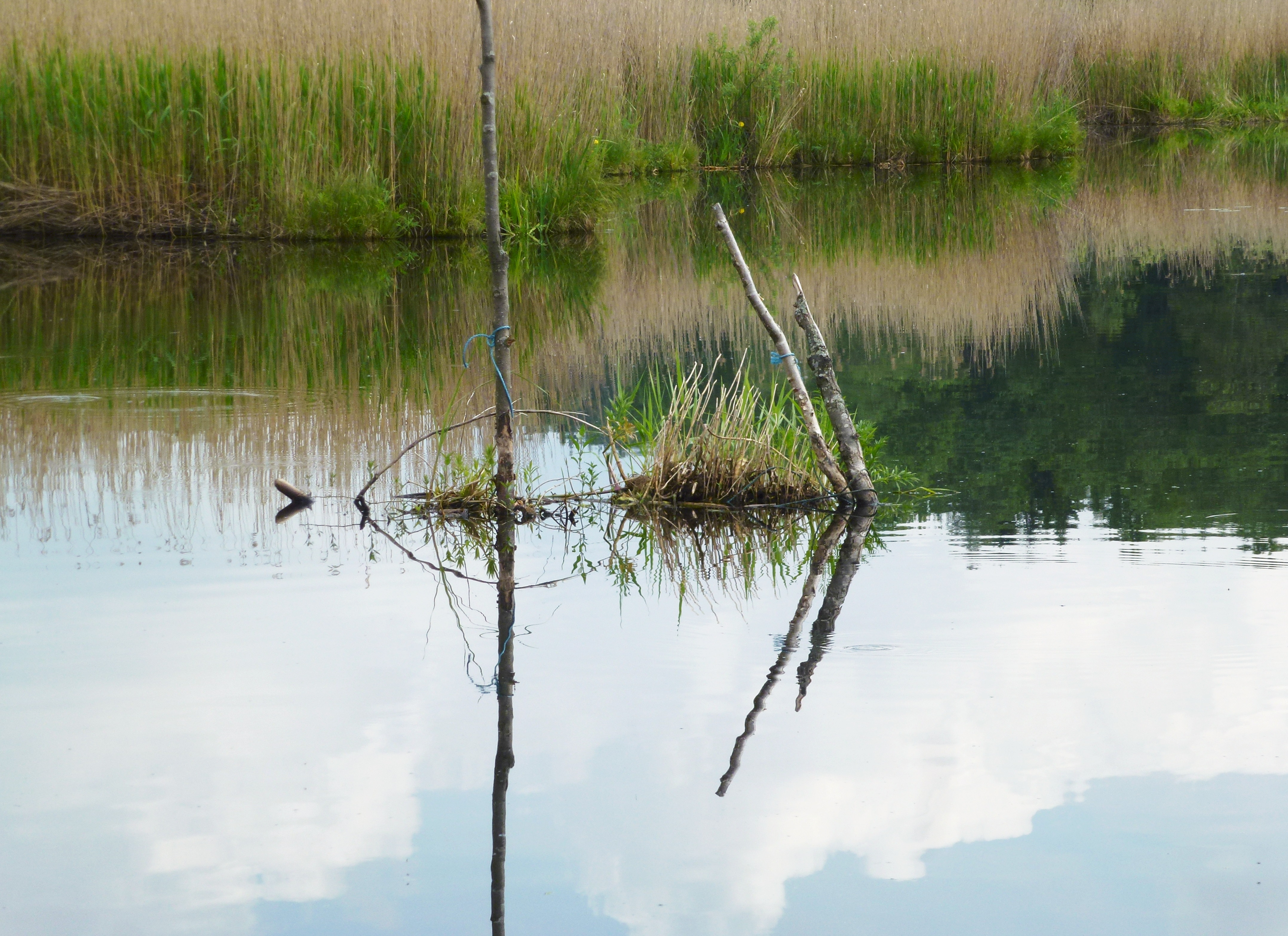
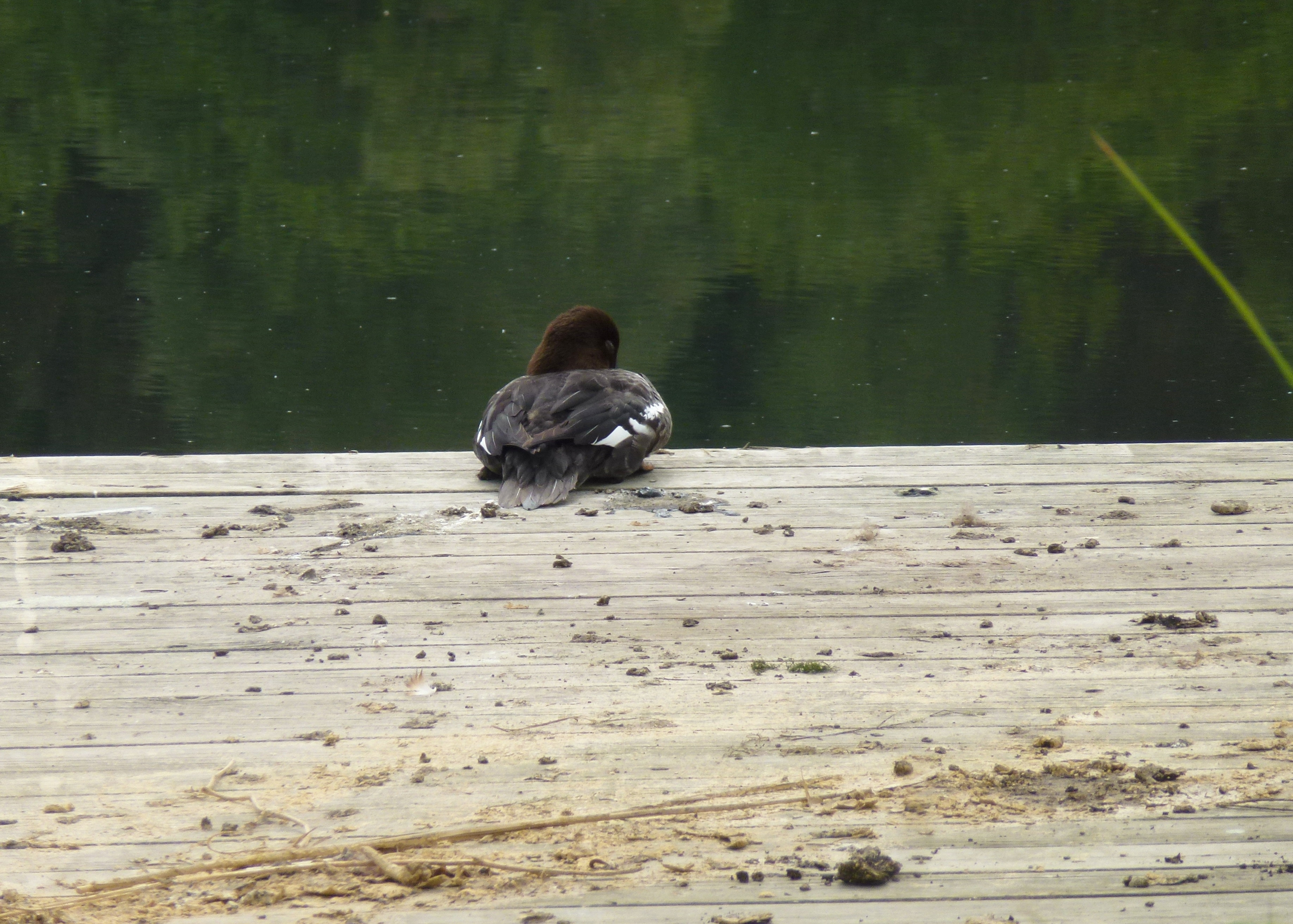
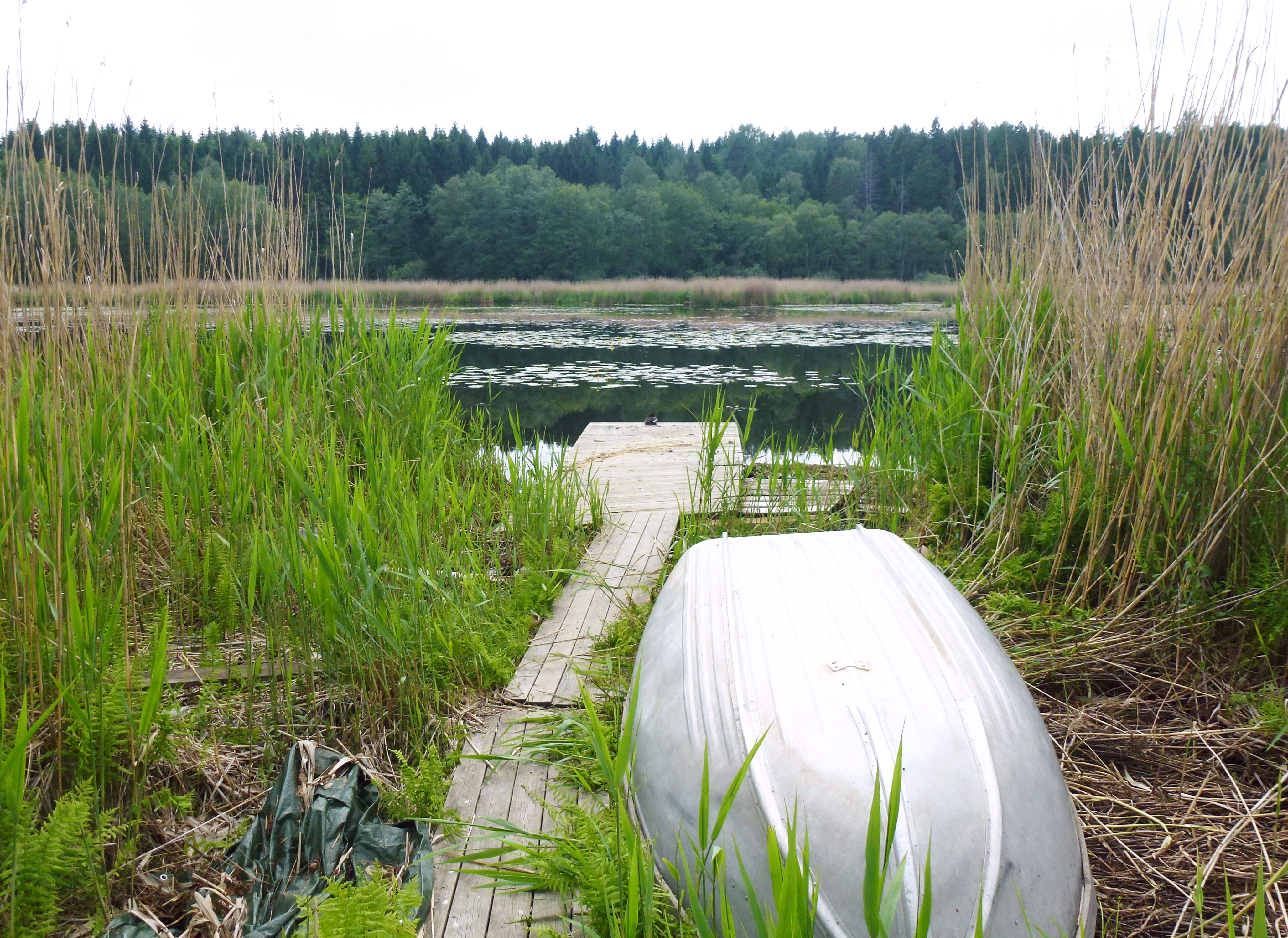

## Delavrinningsområde
Somran ingår i delavrinningsområde (656114-161500) som SMHI kallar för Utloppet av Malmsjön. Medelhöjden är 34 meter över havet och ytan är 11,75 kvadratkilometer. Det finns inga avrinningsområden uppströms utan avrinningsområdet är högsta punkten. Axån som avvattnar avrinningsområdet har biflödesordning 2, vilket innebär att vattnet flödar genom totalt 2 vattendrag innan det når havet efter 8,8 kilometer. Avrinningsområdet består mestadels av skog (46 procent), öppen mark (12 procent) och jordbruk (23 procent). Avrinningsområdet har 1,03 kvadratkilometer vattenytor vilket ger det en sjöprocent på 8,8 procent. Bebyggelsen i området täcker en yta av 1,1 kvadratkilometer eller 9 procent av avrinningsområdet.